# Aepypodius arfakianus
Aepypodius arfakianus е вид птица от семейство Megapodiidae. Видът е незастрашен от изчезване.

## Разпространение
Разпространен е в Нова Гвинея.